# Ulrich Bonse
Ulrich Bonse (* 25. September 1928 in Münster; † 11. Oktober 2022) war ein deutscher Experimentalphysiker. Er war ein Pionier der Röntgen-Interferometrie und der Röntgen-Mikrotomographie mit Synchrotronstrahlung.

## Leben und Werk
Bonse besuchte das humanistische Gymnasium Paulinum in Münster, im Zweiten Weltkrieg unterbrochen vom Dienst als Luftwaffenhelfer an der Flak, und das neusprachliche Hittorf-Gymnasium in Sendenhorst sowie ein halbes Jahr 1948 eine englische Schule in Blandford. Er studierte ab 1949 an der Westfälischen Wilhelms-Universität Physik mit Diplomabschluss 1955 und Promotion 1958 bei Eugen Kappler. In seiner Dissertation entwickelte er ein röntgenkristallographisches Verfahren zur Ausmessung der Verzerrungsfelder von Kristallbaufehlern in Silizium und Germanium, ein durch die Erfindung des Transistors damals sehr aktuelles Forschungsgebiet. Die Dissertation wurde summa cum laude bewertet, mit einem Promotionspreis der Universität ausgezeichnet und verschaffte ihm internationale Anerkennung sowie eine Einladung auf eine Konferenz in die Vereinigten Staaten (St. Louis 1961). Er wurde Assistent in Münster und habilitierte sich 1963 über Röntgenwellenfelder im schwach deformierten Kristallfeld.
Von 1963 bis 1965 war er Gastprofessor an der Cornell University (bei John B. Newkirk). In dieser Zeit entwickelte er mit Michael Hart (Gastwissenschaftler aus Bristol) das erste Röntgen-Interferometer. Im Jahr 1965 erhielt er dafür den Physikpreis der Deutschen Physikalischen Gesellschaft.
In demselben Jahr wurde er Dozent, bald darauf (1967) Wissenschaftlicher Rat und 1969 außerplanmäßiger Professor in Münster. Ein Angebot, 1965 im Anschluss an seine Zeit an der Cornell University Associate Professor (mit „tenure“) an der University of Kansas zu werden, hatte er ausschlagen müssen, weil er kein Visum bekommen hatte.
1970 wurde er Professor für Experimentalphysik an der neu gegründeten Universität Dortmund, wo er den Physik-Lehrstuhl mit aufbaute. Schwerpunkt seiner Forschung in Dortmund war hochauflösende Abbildung und Mikrotomographie mit Röntgen- und Neutronenwellen im Ångströmbereich. Im Röntgenstrahlbereich wurde mit Synchrotronstrahlungsquellen am DESY und in Grenoble (ESRF) zusammengearbeitet und im Neutronenbereich ein Neutroneninterferometer am Institut Laue-Langevin in Zusammenarbeit mit Helmut Rauch (Wien) gebaut.
An der Universität Dortmund war er Institutsdirektor und Dekan sowie Senator der Universität. 1990 wurde er dort Prorektor für Forschung. Im Jahr 1993 emeritierte Ulrich Bonse. 1998 wurde er Ehrensenator der Universität Dortmund.
Zwischen 1997 und 2006 organisierte er als Vorsitzender des Programmkomitees fünfmal die von ihm ins Leben gerufene SPIE-Konferenzreihe Developments in X-Ray Tomography. Auch nach seinem Rückzug von dieser Tätigkeit wurde die Reihe fortgesetzt; Bonses Nachfolger als Conference Chair ist der amerikanische Physiker Stuart R. Stock.
In Dortmund betreute er 31 Doktoranden (und einen in Münster). Zu seinen ersten Doktoranden gehörte Gerhard Materlik, der spätere Gründungsdirektor der britischen Synchrotronstrahlungsquelle Diamond Light Source.
1987 wurde er Ehrendoktor der Ludwig-Maximilians-Universität München. 2002 erhielt er die Röntgen-Plakette der Stadt Remscheid.
Er war seit 1958 mit Irmgard Rose verheiratet, mit der er sieben Kinder hatte. Bonse war Mitglied der katholischen Studentenvereine Tuiskonia-Monasteria und K.St.V. Markomannia Münster im KV.